# DFS Kranich
Pour les articles homonymes, voir Kranich.
Dimensions
Le DFS Kranich (Grue) est un planeur allemand développé par Hans Jacobs pour la Deutsche Forschungsanstalt für Segelflug (DFS).

## Histoire
La production en série du Kranich a eu lieu dans la division avions de Karl Schweyer AG à Mannheim. Le biplace a été, dans sa version 2, le biplace le plus construit en Allemagne entre 1935 et 1939. Plusieurs centaines d'exemplaires ont été construits ; les quantités exactes ne sont pas connues.
Le 11 octobre 1940 Erich Klöckner dans un Kranich bat le record d'altitude pour planeur avec 11 460 m. Réalisé pendant la guerre, ce record d'altitude n'a pas été reconnu par les Alliés et Klöckner n'a reçu la reconnaissance officielle de la Fédération Aéronautique Internationale (FAI) qu'à la fin des années 1990. Ce record d'altitude sera seulement dépassé dix ans plus tard par l'Américain Bill Ivans lors d'un programme scientifique dans la Sierra Nevada.
En 1942, 30 Kranich ont été construits par le fabricant suédois AB Flygplan à Norrköping, et livrés à la Force aérienne suédoise à des fins de formation. Ces machines ont reçu la désignation militaire Flygplan Se 103.
Entre 1950 et 1952 50 exemplaires d'une copie légèrement modifiée du Kranich II ont été construits en Pologne, sous le nom de SZD-C Żuraw (żuraw est la traduction de Kranich en polonais).
Après la guerre, Jacobs a conçu le Kranich III, un nouveau développement très différent de ses prédécesseurs. Il a été développé et produit dans l'usine d'avions Focke-Wulf de Brême. Le premier vol, piloté par Hanna Reitsch, a eu lieu le 1er mai 1952. Trente-sept ont été construits.

## Variantes
Kranich
Le premier prototype conçu par Hans Jacobs pour la DFS.

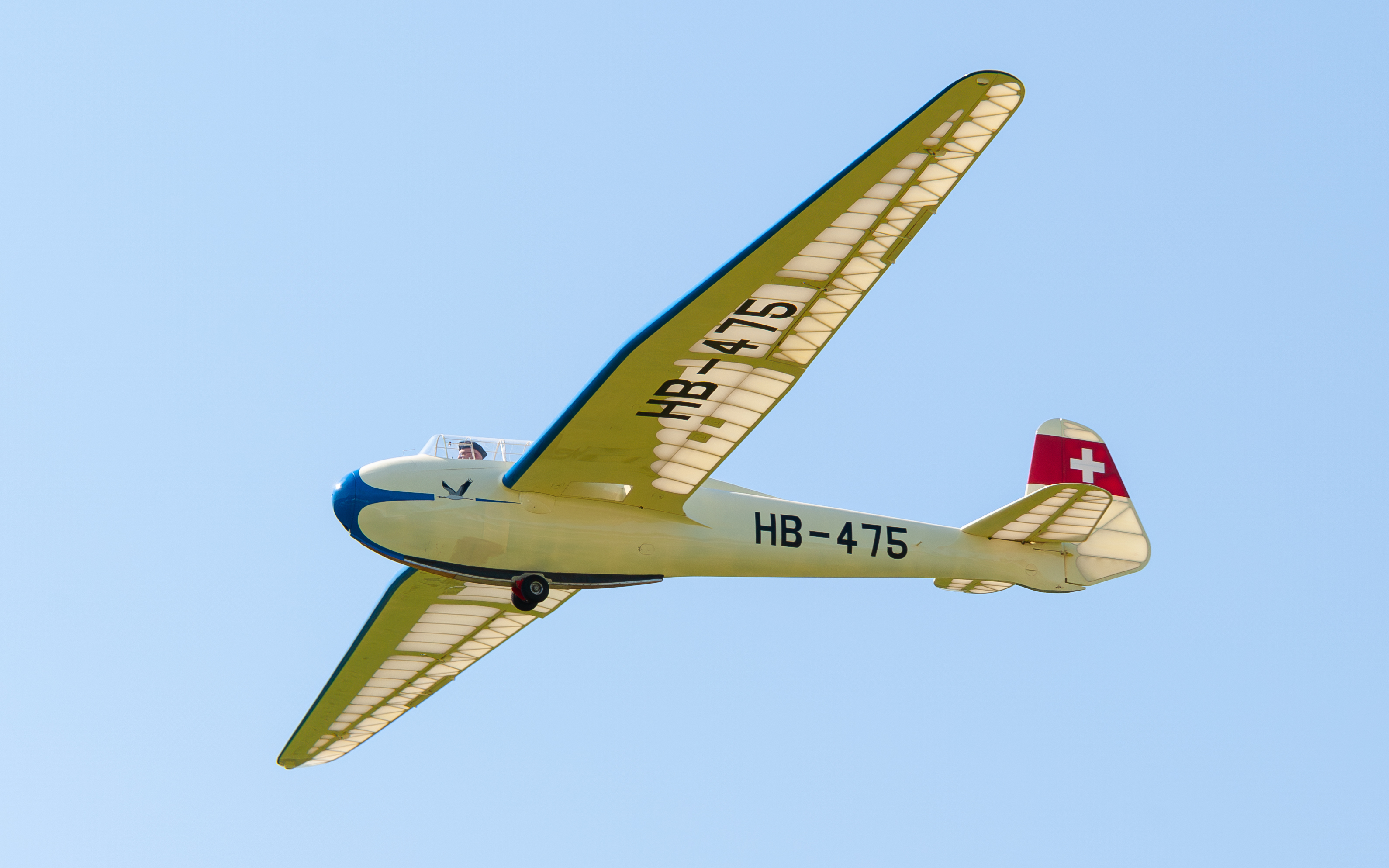
Kranich II
Planeur de série construit principalement par Karl Schweyer AG et par Mraz, en Tchécoslovaquie, mais aussi en Pologne et en Suède
Flygplan Se 103
Licence de production de 30 avions en Suède pour la Force aérienne suédoise
SZD-C Żuraw
Licence de production d'une version modifiée du Kranich en Pologne
Focke-Wulf Kranich III
Nouveau développement.

## Bibliographie

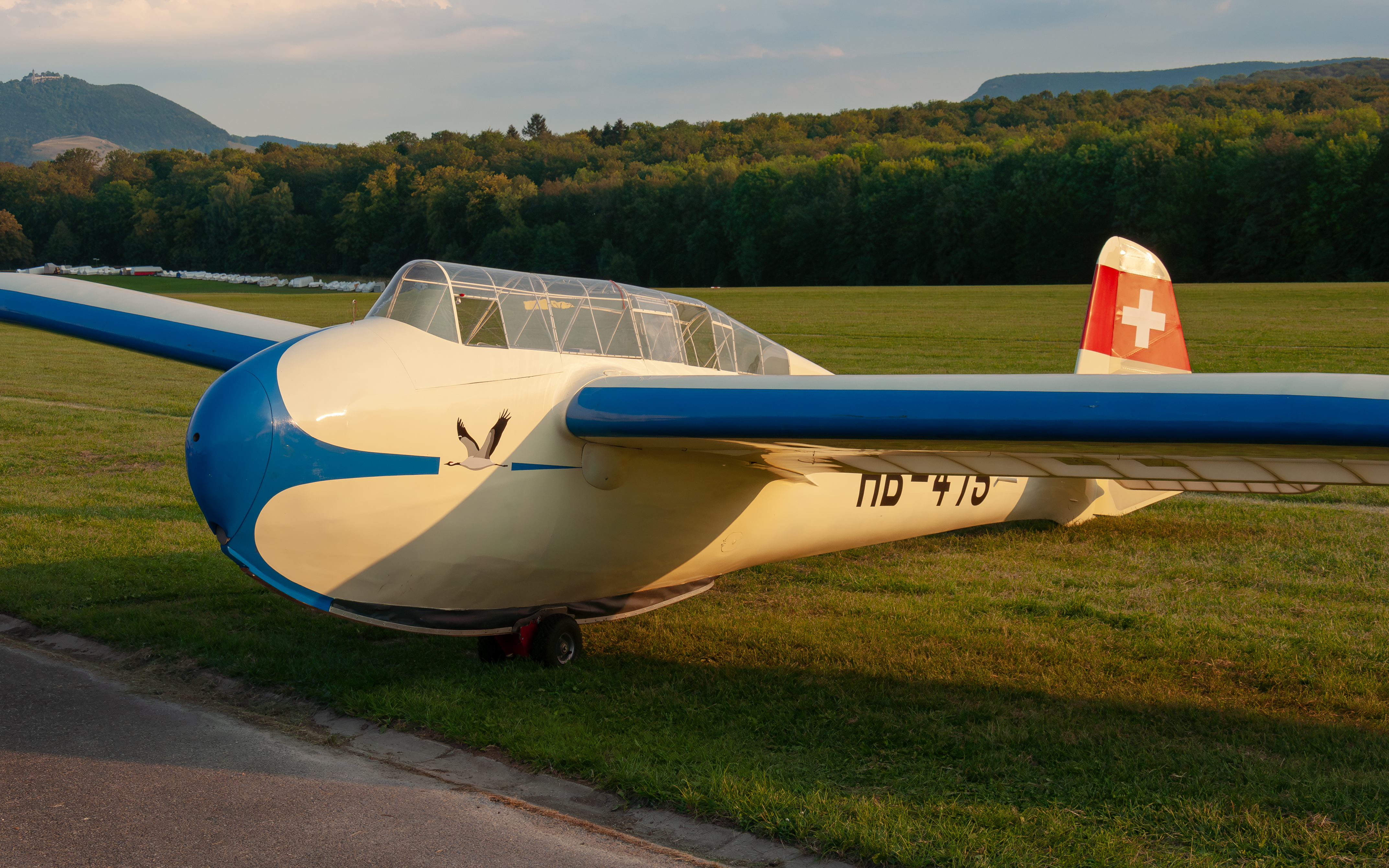
Fuselage d'un DFS Kranich II-B1 construit en 1938